# Антенор (патрикій)
Антенор (фр. Antenor de Provence; д/н — 716) — патрикій Провансу та префект Марселю в 692—697 і 702—716 роках.

## Життєпис
Можливо, походив з нейстрійської знаті. Мав численні маєтності в Бургундії, де було багато його родичів. Був прихильником мажордома Нордеберта. Зміг близько 692 року отримати посаду патрикія Провансу.
695 року після поразки останнього від Піпіна Арнульфінга намагався постійно здобути самостійність від Піпіна. 697 року перебував при дворі короля Хільдеберта III, якого підтримував в обмеженні впливу Арнульфінгів. Виступав проти нового мажордома Бургунду Дрогона. Можливо, через це втратив посаду патрикія.
Повернувся на посаду патрикія Провансу близько 702 року. Поступово набув фактично незалежності, оскільки мажордом Дрогон більше опікувався герцогством Шампанським. Після смерті останнього 708 року авторитет Антенора в Провансі став незаперечним: він став карбувати срібні монети з власним ім'ям або монограмою. Політична незалежність Антенора підкріплювалася його самостійністю в призначенні на посади духовних і світських в підпорядкованих йому землях, а економічна — на багатстві володінь як його особистих, так і тих, що перебували в управлінні залежних від нього осіб. У Марселі він конфіскував майно в абатстві Сен-Віктор і наказав спалити усі папери, що підтверджували їх власність. Напевне, цей монастир намагався чинити спротив діям Антенора.
Антенор помер близько 716 року. Його справу продовжив Метран.